# Zelota sumatrana
Zelota sumatrana là một loài bọ cánh cứng trong họ Cerambycidae.